# Billy Joe Castle
Billy Joe Castle (Marchwood, 14 luglio 1992) è un giocatore di snooker inglese, che viene quasi sempre chiamato Billy Castle dagli arbitri, negli incontri.

## Biografia
Billy Joe Castle è nato a Marchwood, vicino a Southampton, è sposato e ha due figli. Quando ha iniziato a giocare a snooker a tempo pieno, negli anni 2010, la famiglia si è trasferita a Reading. Oltre al biliardo, l'inglese svolge anche la professione di giardiniere paesaggista.
Suo cugino minore, Shane, pratica anch'egli questo sport, ma a livello minore.

## Carriera

### 2015-2017
Dopo aver disputato diverse pre-qualificazioni agli eventi del Players Tour Championship, nel tour professionistico, Castle arriva in finale all'English Amateur Championship nel 2015, battuto per 10-6 da Michael Rhodes, riuscendo ad ottenere il successo nel 2017. Nello stesso anno solare, l'inglese si iscrive alla Q School, in cui riesce a vincere il primo evento, ottenendo una carta da professionista per le stagioni 2017-2018 e 2018-2019.

### Stagione 2017-2018
Dopo aver debuttato ufficialmente senza acuti, Castle porta a casa il suo primo match al Northern Ireland Open, sul dilettante Declan Brennan. Allo European Masters, dopo aver sconfitto Jimmy White nel turno di qualificazione, l'inglese arriva fino agli ottavi, battuto da Cao Yupeng, 4-3. In seguito, raggiunge il terzo turno allo Shoot-Out e perde il resto dei match, concludendo l'annata al 88º posto nel Ranking.

### Stagione 2018-2019
Castle inizia la stagione 2018-2019 raggiungendo gli ottavi al Paul Hunter Classic, dove perde contro Daniel Wells, dopo aver sconfitto Iulian Boiko, Xiao Guodong ed Andrew Higginson. Contro quest'ultimo non riesce, però, a vincere il terzo turno del Northern Ireland Open. Conquista lo stesso risultato anche allo Scottish Open, poi, nella seconda parte dell'annata, arriva sempre al secondo turno, ma è comunque costretto a disputare la Q School per rimanere nel Main Tour. Nei tre eventi, l'inglese ottiene due sedicesimi di finale e un quarto di finale, classificandosi al 2º posto nell'ordine di merito, che gli vale altre due stagioni da professionista.

### Stagione 2019-2020
Per il secondo anno consecutivo, Castle si ferma al terzo turno nel Northern Ireland Open, in cui perde contro John Higgins. Si rende protagonista allo Shoot-Out, per aver eliminato il 5 volte campione del mondo Ronnie O'Sullivan al secondo turno, concludendo il torneo al quarto.

## Ranking[12]
| Stagione  | Ranking iniziale | Ranking finale |
| --------- | ---------------- | -------------- |
| 2017-2018 | Non classificato | 114            |
| 2018-2019 | 88               | 99             |
| 2019-2020 | Non classificato |                |